# Gabriela Sabatini
Gabriela Beatriz Sabatini, mais conhecida como Gabriela Sabatini (Buenos Aires, 16 de maio de 1970), é uma ex-tenista profissional argentina com cidadania italiana.
Ex-número 3 do mundo em simples e duplas, Sabatini foi uma das principais jogadoras de meados dos anos 1980 a meados dos anos 1990, acumulando 41 títulos. Em simples, Sabatini venceu o US Open de 1990, as finais do Tour em 1988 e 1994, e foi vice-campeão em Wimbledon 1991, US Open de 1988 e medalha de prata nas Olimpíadas de 1988. Em duplas, Sabatini venceu Wimbledon em 1988 em parceria com Steffi Graf e chegou a três finais do Aberto da França. Entre as jogadores da "Era Aberta" que não alcançaram o primeiro lugar no ranking mundial, Sabatini tem o maior número de vitórias sobre os jogadoras reinantes no primeiro lugar do mundo. Em 2006, ela foi incluída no International Tennis Hall of Fame e em 2018 a Tennis Magazine a classificou como a 20ª maior jogadora dos 50 anos anteriores (40ª no geral entre homens e mulheres).

## Infância e carreira júnior
Sabatini nasceu em 16 de maio de 1970 em Buenos Aires, Argentina, filha de Osvaldo e Beatriz Garofalo Sabatini. Seu pai era um executivo da General Motors. Seu irmão mais velho, Osvaldo, é ator e produtor.
Sabatini começou a jogar tênis aos seis anos e venceu seu primeiro torneio aos oito. Em 1983, aos 13 anos, ela se tornou a jogadora mais jovem a vencer o Orange Bowl em Miami, Flórida. Ela venceu o individual feminino no Aberto da França de 1984 e o Aberto dos Estados Unidos em duplas femininas com a compatriota Mercedes Paz. Sabatini alcançou o primeiro lugar mundial no ranking júnior naquele ano e foi nomeado Campeão Mundial Júnior de 1984 pela Federação Internacional de Tênis.
Sabatini afirmou que perdeu partidas deliberadamente na juventude para evitar ter que dar entrevistas na quadra e, portanto, evitar a atenção da mídia. Ela disse que sua timidez foi um grande problema e pensou que deveria falar na quadra depois de jogar a final de um torneio; assim, ela perderia nas semifinais.

## Carreira

### Primeiros anos
Em 1985, aos 15 anos e três semanas, Sabatini se tornou uma das jogadoras mais jovens a chegar às semifinais do Aberto da França, onde perdeu para Chris Evert em dois sets diretos. Ela ganhou seu primeiro título de simples do WTA Tour no final daquele ano em Tóquio. Ela entrou pela primeira vez entre os dez primeiros do mundo (em 10º lugar) em setembro de 1985, e terminou o ano em 12º lugar. Ela recebeu o prêmio "WTA Newcomer of the Year".
Sabatini chegou às semifinais de Wimbledon em 1986, perdendo para Martina Navratilova, antes de ganhar seu segundo título WTA em Buenos Aires com uma performance marcante, sem perder um set sequer.

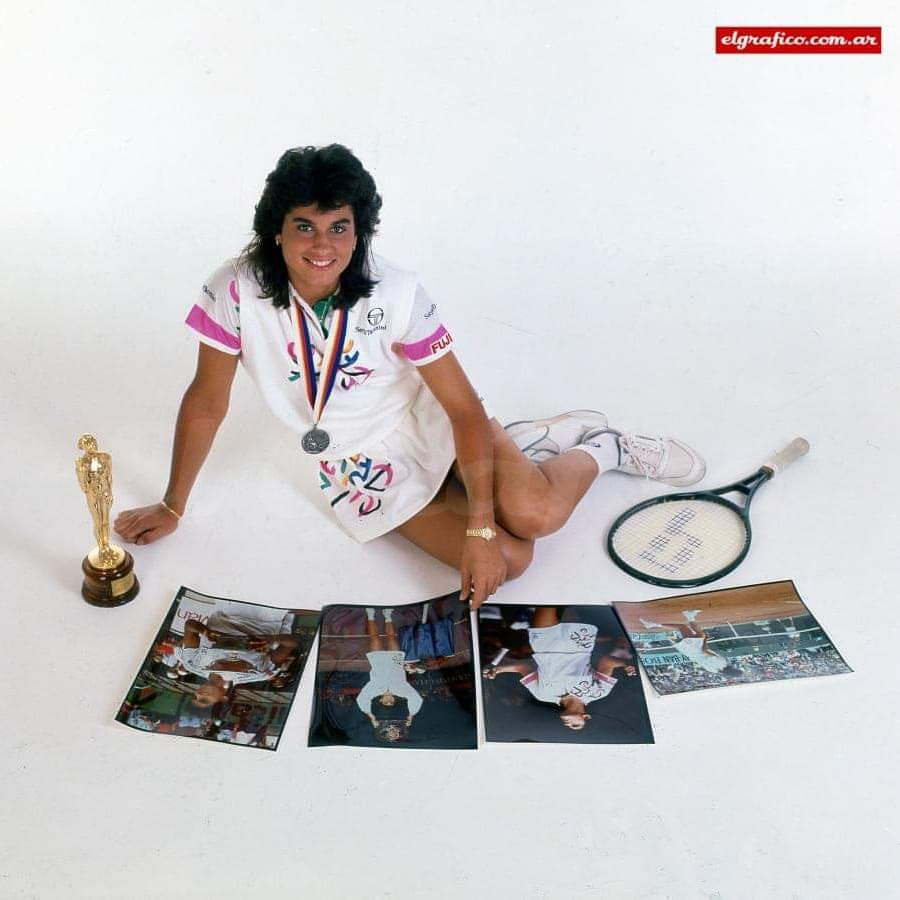
Gabriela Sabatini com sua medalha de prata olímpica, 1988.

Sabatini chegou às semifinais do Aberto da França de 1987 e à final do WTA Tour Championships no meamo ano, perdendo para Steffi Graf nas duas vezes. Ela também ganhou três títulos WTA, incluindo a derrota da número 4 do mundo, Pam Shriver em Brighton.

## Estatísticas da carreira

### Quadros de linha de tempo
| V | F | SF | QF | #R | RR | Q# | NQ | NP | NO |

 •  (V) vencedor; (F) finalista; (SF) semifinalista; (QF) quartas de final; (#R) rodada 4, 3, 2, 1; (RR) round-robin; (Q#) rodada qualificatória;  (NQ) não qualificado; (NP) não participou;  (NO) não ocorreu; (TS) taxa de sucesso (eventos vencidos / participados); (V–P) jogos vencidos-perdidos.
 •  Para evitar confusões e contagem em duplicidade, esses quadros são atualizados após a conclusão de um torneio ou quando a participação de um jogador termina.

### Grand Slams
| Tournament      | 1984 | 1985 | 1986 | 1987 | 1988 | 1989 | 1990 | 1991 | 1992 | 1993 | 1994 | 1995 | 1996 |
| --------------- | ---- | ---- | ---- | ---- | ---- | ---- | ---- | ---- | ---- | ---- | ---- | ---- | ---- |
| Australian Open | -    | -    | -    | -    | -    | SF   | 3R   | QF   | SF   | SF   | SF   | 1R   | 4R   |
| Roland Garros   | -    | SF   | 4R   | SF   | SF   | 4R   | 4R   | SF   | SF   | QF   | 1R   | QF   | -    |
| Wimbledon       | -    | 3R   | SF   | QF   | 4R   | 2R   | SF   | F    | SF   | QF   | 4R   | QF   | -    |
| U.S. Open       | 3R   | 1R   | 4R   | QF   | F    | SF   | V    | QF   | QF   | QF   | SF   | SF   | 3R   |

## Finais de Grand Slam

### Simples: 3 (1 título, 2 vices)
| Posição | Ano  | Campeonato | Piso  | Oponente    | Placar        |
| ------- | ---- | ---------- | ----- | ----------- | ------------- |
| Vice    | 1988 | US Open    | Duro  | Steffi Graf | 3–6, 6–3, 1–6 |
| Campeã  | 1990 | US Open    | Duro  | Steffi Graf | 6–2, 7–6(7–4) |
| Vice    | 1991 | Wimbledon  | Grama | Steffi Graf | 4–6, 6–3, 6–8 |

### Duplas: 4 (1 título, 3 vices)
| Posição | Ano  | Campeonato    | Piso   | Parceira    | Oponentes                            | Placar          |
| ------- | ---- | ------------- | ------ | ----------- | ------------------------------------ | --------------- |
| Vice    | 1986 | Roland Garros | Saibro | Steffi Graf | Martina Navratilova Andrea Temesvári | 1–6, 2–6        |
| Vice    | 1987 | Roland Garros | Saibro | Steffi Graf | Martina Navratilova Pam Shriver      | 2–6, 1–6        |
| Campeã  | 1988 | Wimbledon     | Grama  | Steffi Graf | Larisa Savchenko Natasha Zvereva     | 6–3, 1–6, 12–10 |
| Vice    | 1989 | Roland Garros | Saibro | Steffi Graf | Larisa Savchenko Natasha Zvereva     | 4–6, 4–6        |

## Olimpíadas

### Simples: 1 (1 prata)
| Posição | Ano  | Local | Piso | Oponente    | Placar   |
| ------- | ---- | ----- | ---- | ----------- | -------- |
| Prata   | 1988 | Seul  | Duro | Steffi Graf | 3–6, 3–6 |

## WTA finals

### Simples: 4 (2 títulos, 2 vices)
| Posição | Ano  | Local         | Piso        | Oponente          | Placar                  |
| ------- | ---- | ------------- | ----------- | ----------------- | ----------------------- |
| Vice    | 1987 | New York City | Carpete (I) | Steffi Graf       | 6–4, 4–6, 0–6, 4–6      |
| Campeã  | 1988 | New York City | Carpete (I) | Pam Shriver       | 7–5, 6–2, 6–2           |
| Vice    | 1990 | New York City | Carpete (I) | Monica Seles      | 4–6, 7–5, 6–3, 4–6, 2–6 |
| Campeã  | 1994 | New York City | Carpete (I) | Lindsay Davenport | 6–3, 6–2, 6–4           |

## Prêmios
Sabatini venceu por 2 vezes o prêmio Olimpia de Oro, concedido ao melhor atleta argentino do ano.

## Confronto vs outras jogadoras
Tenistas que foram N.1 em negrito.
- Arantxa Sánchez Vicario 12–11
- Lindsay Davenport 7–3
- Dominique Monami 1–0
- Martina Hingis 1–1
- Chris Evert 3–6
- / Karina Habšudová 2–0
- Mary Joe Fernández 13–10
- / Helena Suková 12–6
- Jennifer Capriati 11–5
- Steffi Graf 11–29
- Nathalie Tauziat 10–1
- Zina Garrison 10–3
- / Jana Novotná 10–3
- Conchita Martínez 9–6
- Katerina Maleeva 8–1
- / Natasha Zvereva 8–1
- Amanda Coetzer 7–1
- / Manuela Maleeva 7–2
- Pam Shriver 7–5
- Kathy Rinaldi 6–0
- Julie Halard-Decugis 6–1
- Chanda Rubin 6–3
- / Martina Navratilova 6–15
- Brenda Schultz-McCarthy 5–0
- Sylvia Hanika 5–1
- Lori McNeil 5–2
- Mary Pierce 4–1
- Kimiko Date-Krumm 4–3
- Anke Huber 4–3
- Bettina Bunge 3–0
- Jo Durie 3–0
- Dianne Fromholtz 3–1
- Claudia Kohde-Kilsch 3–2
- // Monica Seles 3–11
- Kathy Jordan 2–0
- Catarina Lindqvist 2–0
- Sandrine Testud 2–0
- Carling Bassett-Seguso 2–1
- Lisa Bonder 2–1
- Kathleen Horvath 2–1
- Barbara Paulus 2–1
- Irina Spîrlea 2–2
- / Hana Mandlíková 2–5
- Tracy Austin 1–0
- Ai Sugiyama 1–0
- Andrea Temesvári 1–0
- Wendy Turnbull 1–0
- Barbara Potter 1–1
- Iva Majoli 1–2
- Stephanie Rehe 1–2
- Bonnie Gadusek 0–1
- Magdalena Maleeva 0–1